# Mosquée Ishak Çelebi
La mosquée Ishak Çelebi (en macédonien : Исак џамија) est une mosquée ottomane située dans la ville de Bitola, en Macédoine du Nord. Elle se trouve dans le centre, à côté du Bezisten et du Dragor. Elle est parfois appelée mosquée Ishakiye et a été construite en 1506 par le cadi de la ville, Ishak Çelebi. C'est la plus grande et la seule mosquée de Bitola qui sert encore au culte. 
La mosquée compte une seule coupole et a été agrandie au XIXe siècle par la fermeture de son porche, qui est ainsi devenu un espace de prière. L'extérieur ne possède aucun ornement autre que ses murs en appareil cloisonné, où chaque pierre est encadrée de briques plates. L'intérieur est de son côté décoré de stucs, de peintures murales et de mobilier en marbre. la mosquée se distingue aussi par sa grande galerie supérieure en bois, dont le balcon fut construit par des Français en 1912. Les peintures murales, endommagées pendant la Seconde Guerre mondiale, furent quant à elles en partie refaites par des maîtres italiens.